# Leverbytjärnet
Leverbytjärnet är en sjö i Årjängs kommun i Värmland och ingår i Göta älvs huvudavrinningsområde. Sjön är 6,3 meter djup, har en yta på 0,113 kvadratkilometer och är belägen 142,6 meter över havet.

## Delavrinningsområde
Leverbytjärnet ingår i det delavrinningsområde (660453-128101) som SMHI kallar för Inloppet i Holmedalssjön. Medelhöjden är 176 meter över havet och ytan är 15,38 kvadratkilometer. Det finns inga avrinningsområden uppströms utan avrinningsområdet är högsta punkten. Vattendraget som avvattnar avrinningsområdet har biflödesordning 3, vilket innebär att vattnet flödar genom totalt 3 vattendrag innan det når havet efter 262 kilometer. Avrinningsområdet består mestadels av skog (64 procent), öppen mark (16 procent) och jordbruk (16 procent). Avrinningsområdet har 0,11 kvadratkilometer vattenytor vilket ger det en sjöprocent på 0,7 procent.